# Sân bay Ikela
Sân bay Ikela (IATA: IKL, ICAO: FZGV) là một sân bay ở Ikela, Cộng hòa Dân chủ Congo.